# Liste der Bodendenkmäler in Falkenstein (Oberpfalz)
Auf dieser Seite sind die Bodendenkmäler in dem Oberpfälzer Markt Falkenstein zusammengestellt. Diese Tabelle ist eine Teilliste der Liste der Bodendenkmäler in Bayern. Grundlage ist die Bayerische Denkmalliste, die auf Basis des Bayerischen Denkmalschutzgesetzes vom 1. Oktober 1973 erstmals erstellt wurde und seither durch das Bayerische Landesamt für Denkmalpflege geführt wird. Die folgenden Angaben ersetzen nicht die rechtsverbindliche Auskunft der Denkmalschutzbehörde.

## Bodendenkmäler in Falkenstein
| Lage                   | Objekt | Akten-Nr.     | Bild         |
| ---------------------- | --- | ------------- | ------------ |
| Au (Standort)          | Bestattungsplatz der frühen Neuzeit. | D-3-6840-0038 |              |
| Falkenstein (Standort) | Archäologische Befunde des Mittelalters und der frühen Neuzeit im Bereich der Burg Falkenstein.                                                                                                | D-3-6840-0039 | Bodendenkmal |
| Au (Standort)          | Archäologische Befunde der frühen Neuzeit im Bereich der katholischen Filialkirche St. Petrus und Paulus in Marienstein, darunter die Spuren von Vorgängerbauten bzw. älteren Bauphasen.       | D-3-6840-0113 |              |
| Falkenstein (Standort) | Mittelalterliche und frühneuzeitliche Wüstung „Schwabenhof“. | D-3-6840-0116 |              |
| Au (Standort)          | Archäologische Befunde im Bereich der mittelalterlichen Burgruine Sengersberg. | D-3-6840-0124 |              |
| Völling (Standort)     | Mittelalterlicher Erdstall. | D-3-6841-0077 |              |
| Völling (Standort)     | Mittelalterlicher Erdstall. | D-3-6841-0078 |              |
| Falkenstein (Standort) | Mittelalterlicher Erdstall. | D-3-6940-0062 |              |
| Falkenstein (Standort) | Archäologische Befunde der frühen Neuzeit im Bereich der katholischen Pfarrkirche St. Sebastian in Falkenstein, darunter die Spuren von Vorgängerbauten bzw. älteren Bauphasen.                | D-3-6940-0063 |              |
| Arrach (Standort)      | Archäologische Befunde des Mittelalters und der frühen Neuzeit im Bereich der katholischen Pfarrkirche St. Valentin in Arrach, darunter die Spuren von Vorgängerbauten bzw. älteren Bauphasen. | D-3-6940-0065 |              |
| Tannerl (Standort)     | Archäologische Befunde der frühen Neuzeit im Bereich der katholischen Wallfahrts- und Nebenkirche Zum Gegeißelten Heiland bei Falkenstein, frühneuzeitliche Hofwüstung "Tannerl".              | D-3-6940-0093 |              |
| Witzenzell (Standort)  | Bestattungsplatz des Mittelalters oder der frühen Neuzeit. | D-3-6941-0002 |              |